# Quantanthura tyri
Quantanthura tyri är en kräftdjursart som beskrevs av Negoescu och Jörundur Svavarsson 1997. Quantanthura tyri ingår i släktet Quantanthura och familjen Anthuridae. Inga underarter finns listade i Catalogue of Life.